# 成通
株式会社成通（せいつう）は、パチンコ店の運営を中心とする日本の企業。本社は岡山県岡山市にある。

## 概要
当社は岡山県を主とする山陽地方を中心に「ハリウッド」「スーパーハリウッド」「グレートハリウッド」「ハリウッド・ハリーズ」のパチンコ店にサウナ等の娯楽・保養施設を経営する企業である。また、30社を超える「成通グループ」の中核企業であり、不動産の運営や経営コンサルタントも行い、近年では「マルセン スポーツ・文化振興財団」を設立し芸術文化やスポーツなどのメセナ活動にも積極的である。また、J1リーグ・ファジアーノ岡山のCSRパートナーになっている。
企業理念は「快適創造」

## 事業所
パチンコホール
岡山県（11店舗）、広島県（9店舗）、山口県（5店舗）、千葉県・福岡県（各2店舗）、大阪府・東京都・神奈川県（各1店舗）で営業を行っている。
※詳細は成通・店舗情報を参照されたい。
農業事業
岡山県赤磐市に農業法人「SEITSUファーム」を設立。農業の他、ウナギ（ブランド名:岡山桃太郎うなぎ）の養殖も行っている。
その他
2003年に競売にかけられた岡山会館ビルを落札し、成通岡山ビルとして所有している。また、数百メートル隣の旧・ドレミの街の大部分（入居しているテナントに売却した部分以外の全敷地の約84%、床面積の約95%）を旧所有者のエディオンから購入し、2018年12月7日にICOTNICOTとしてリニューアルオープンした。

## 主な関連企業
- 東洋八興 株式会社
- 成通商事 株式会社
- 株式会社 成和
- 株式会社 成通企画
- 株式会社 ヨシエンタープライズ
- 株式会社 セン・エンタープライズ
- 株式会社 新広島企画
- 株式会社 プラウド
- 株式会社 聖林
- 株式会社 聖林・ヨコハマ
- 株式会社 聖林・WEST
- 株式会社 成通・ソフトシステムズ
- 株式会社 SEITSUファーム
- 公益財団法人 マルセン スポーツ・文化振興財団

## 提供番組
- スポeもん（岡山放送）開始当初のスポンサーだったが2017年夏頃に撤退。